# Петренко, Владимир Владимирович
Влади́мир Влади́мирович Петре́нко (1927—2013) — российский журналист, прозаик, поэт, публицист. Член Союза журналистов России, лауреат Литературного конкурса имени К. М. Нефедьева.

## Биография
- 1927, 22 декабря — родился в г. Магнитогорске
- 1941 — отец был репрессирован
- подростком работал на Магнитогорском металлургическом комбинате
- окончил филологический факультет Московский государственный университет
- работал журналистом в газете «Магнитогорский металл»
- 1968 — вступил в Союз журналистов СССР
- работал в областной газете в Узбекистане
- 1994 — как вынужденный переселенец вернулся с семьей в Магнитогорск из Узбекистана
- 2000 — удостоен II премии областного журналистского конкурса
- 2001 — лауреат I Литературного конкурса имени К. М. Нефедьева в номинации «публицистика»
- 2003 — удостоен специального приза Всероссийского конкурса журналистов «Золотой гонг»
- 2005 — удостоен III места на городском журналистском конкурсе «Гордимся славною победой»
- 2007 — в типографии г. Пласта вышла первая книга — сборник повестей, рассказов и очерков «Крутой поворот»
- 2013, 23 июля — скончался в г. Магнитогорске. Похоронен на Левобережном кладбище.

## Литературная деятельность

### Повести
- Крутой поворот
- Обочина не в счёт
- Учёность не порог

### Книги
2007 — Крутой поворот (повести, рассказы, очерки). — Пласт, ООО «Линотипист», 170 с. Тираж: 300 экз.

### Публикации

#### Повести, рассказы
1. Учёность не порог (повесть). — «Берег А» (Магнитогорск).
2. Учёность не порог (повесть). — «Магнитогорский металл», 2001, № 103—124.
3. Учёность не порог (повесть). — «Байкал», 2006, № 2.
4. Любовь и ненависть Джульетты (рассказ). — В кругу откровений (коллективный сборник литобъединения «Магнит»). — Магнитогорск, «Алкион», 2004, книга 1, с. 43—45.
5. Как Беня в Израиль ездил (рассказ). — «Вестник Российской литературы» (Москва), 2006, № 6—7, с. 122—125.
6. Сваха (рассказ). — «Магнитогорский металл», 23 июня 2007, с. 12.
7. Котелок (рассказ). — «Магнитогорский металл», 19 января 2008, с. 12.
8. Домашнее сочинение (рассказ). — «Магнитогорский металл», 12 июля 2008, с. 12.
9. Натали (рассказ). — «Магнитогорский металл», 9 августа 2008, с. 12.
10. Купите мне пива (рассказ). — «Магнитогорский металл», 27 июля 2013. — Веб-ссылка Архивная копия от 5 марта 2016 на Wayback Machine

#### Стихотворения
1. Стихи. — «Магнитогорский рабочий», 28 февраля 1998, с. 14.
2. Письмо в Узбекистан (стихотворение). — «Магнитогорский рабочий», 19 июня 1999, с. 14.
3. От улыбки… (детские стихи). — «Западно-Восточный Альянс» (Магнитогорск), 2007, № 9, с. 59.
4. Детские стихи. — «Вестник Российской литературы» (Москва), 2007, № 8—9, с. 208—210.
5. Снежный разговор (стихотворение). — «Магнитогорский рабочий», 29 декабря 2007, с. 23.
6. Как избавиться от наваждения? (стихи). — «Магнитогорский металл», 27 июля 2013. — Веб-ссылка Архивная копия от 5 марта 2016 на Wayback Machine

#### Очерки, статьи
1. Осенью сорок первого. — «Магнитогорский рабочий», 8 декабря 1994, с. 3.
2. Экзамен. — «Магнитогорский рабочий», 29 января 2005.
3. Остановись и присмотрись! — «Магнитогорский рабочий», 21 октября 1995, с. 6.
4. Окно в Европу. — «Магнитогорский рабочий», 31 июля 1998, с. 3.
5. Отсвистел уж давно… (о заводском гудке). — «Магнитогорский рабочий», 26 августа 1998, с. 3.
6. Незабываемые сороковые. — «Магнитогорский рабочий», 31 декабря 1999, с. 2.
7. Высота Натальи Карпичевой. — «Магнитогорский металл», 13 февраля 2007. — Веб-ссылка
8. Искусство преображения (об А. Ерофееве). — «Магнитогорский рабочий», 21 марта 2007.
9. Яблоко по кругу (о праздновании 81-летия Н. Воронова в Музее-квартире Бориса Ручьёва). — «Магнитогорский металл», 30 ноября 2007, с. 12.
10. «Не мог не порадоваться за Магнитогорск» (о журнале «Вестник Российской литературы»). — «Магнитогорский металл», 12 января 2008, с. 12.
11. Босоногие подзаборники (воспоминания). — «Магнитогорский металл», 29 февраля 2008, с. 9.
12. Карандаев, похожий на Пороховщикова (очерк). — «Магнитогорский металл», 5 июля 2008, с. 7.
13. Суровые уроки прошлого (о Н. Воронове). — «Магнитогорский металл», 1 февраля 2011. — Веб-ссылка Архивная копия от 6 февраля 2011 на Wayback Machine

## Звания и награды
- Лауреат I Литературного конкурса имени К. М. Нефедьева (2001) в номинации «публицистика»
- Лауреат специального приза Всероссийского конкурса журналистов «Золотой гонг» (2003, спецноминация УВКБ ООН — «За лучший материал года о проблемах беженцев»)
- II премия областного журналистского конкурса (2000, за опубликованную в газете «Магнитогорский рабочий» статью «Экзамен на всю жизнь»)
- III место на городском журналистском конкурсе «Гордимся славною победой» (2005, за опубликованный в газете «Магнитогорский рабочий» рассказ «Жёлтая звезда»)